# Яковлево (Княгининський район)
Яковлево (рос. Яковлево) — присілок в Княгининському районі Нижньогородської області Російської Федерації.
Населення становить 5 осіб. Входить до складу муніципального утворення Соловйовська сільрада.

## Історія
Від 2009 року входить до складу муніципального утворення Соловйовська сільрада.

## Населення
| 2002 | 2010 |
| ---- | ---- |
| 2    | ↗5   |